# Herb Cypru
Godło Cypru przedstawia gołębia i gałązki oliwne, symbolizujące pokój. Pod nimi widnieje data 1960 oznaczająca rok odzyskania niepodległości przez Cypr po okresie kolonizacji brytyjskiej. Jest on umieszczony na tarczy koloru miedzianego, co symbolizuje zasoby miedzi znajdujące się na wyspie.

## Historia

Królestwo Cypru 1194–1268
1268–1393
1393–1473
Herb za rządów Weneckich 1489–1571
Cypr Brytyjski 1905–1960
Herb z lat 1960–2006